# Јован Н. Поповић
Јован Н. Поповић (Београд, 12. јануар 1899 — Београд, 25. септембар 1943) био је српски политичар, адвокат и члан Централног националног комитета Краљевине Југославије.

## Биографија
Поповић је основну школу завршио у Београду, а гиманзијске дане је морао да прекине услед почетка Првог светског рата. Године 1915. је отишао у Цирих (Швајцарска) где је завршио средњу школу и Правни факултет.
У земљу се вратио 1919. и приступио чланству Демократске странке и као њен члан је неколико пута биран у Народну Скупштину СХС. Политички живот је привремено напустио 1929. у време краљевог апсолутизма и од тада се посветио адвокатури. Радио је као правни заступник у многим градовима широм Србије.
По доношењу Октроисаног устава поново се вратио у политички живот, али као присталица Народне раадикалне странке, а касније и као члан Југословенске радикалне заједнице, да би ускоро напустио чланство и приступио Земљорадничкој странци.
У влади Милана Стојадиновића обављао је дужност помоћника министра привреде, а у влади Цветковић-Мачек кратко време је био помоћник министра здравља и социјалне политике.
По издвајању др Драгољуба Јовановића, Поповић је остао на линији др Милана Гавриловића и као велики противник Цветковићеве политике напустио свој дотадашњи положај.
За време Априлског рата остао је у Београду, а по немачкој окупацији био је међу првима који је покренуо штампање илегалног листа „Слободна демократија“.
У јуну 1941. приступио је Равногорском покрету, а у августу је ушао у извршни Одбор ЦНК. После немачког разбијања Београдског одбора ЦНК у октобру 1941. ухапшен је и спроведен у логору на Бањици, где је као политички кривац проводио логорске дане.
Стрељан је у Јајинцима код Београда 25. септембра 1943.